# 中1ギャップ
中1ギャップ（ちゅういちギャップ）とは、日本の一部の子供が、小学6年生から中学1年生に進級した際に被る、心理や学問、文化的なギャップと、それによるショックのことである。

## 概要
中1ギャップを引き起こす原因として、小学生の頃にはないか、稀薄である先輩・後輩という関係の出現、小学校に比べたいじめの激化、異なった小学校から集まった人間同士での人間関係の再編成、小学校からの勉強の難易度の上昇などがある。結果として、学校に不適応になった人が、不登校、引きこもりになったり、いじめを受け自殺をする場合もある。
中1ギャップは、必ずしも入学直後に起こるわけではなく、中学校で最初の1年の生活を送る上で徐々に顕在化する場合もある。

## 原因

### 先輩・後輩という関係の出現
日本の中学校では、幼稚園・小学校の集団生活と違う点として、年齢または学年にもとづく関係が生じることが多い。
しかし、このような関係がなく、年齢による関係がない学校もある。また、過疎地では中学校でも学年混合で複式学級として義務教育を行う場合があり、中学1年生以降も年齢による関係なしに、関係を築く場合もある。また、インターナショナル・スクールやオルタナティブ・スクールのような、そもそも日本とは別の文化に基づく学校もある。
しかし、このような例外を除くと、日本の多くの中学校には先輩と後輩という関係がある。この関係のもとで「後輩」である中学1年生は、「先輩」（中学2年生、中学3年生）に対して、最少年であり、あまり自由のない生活を送らなければならない場合もある。
根本的には、小学校6年間で、比較的責任感のある学校生活を送り、高学年として、若い学年の生徒を任されてきた立場から、中学に入学する時点で、最少年となる。また、小学校時代まで学年違いでも友人であったが、それが崩壊することが多いこともショックの原因である。

### いじめの激化
また、建前上対等な同級生同士であっても、第2次成長期に入り、成長期の早い遅い、生物学的素質などにより、体格の違いが生徒間で激しくなることから、同級生間でのいじめも、小学校以前より激しくなる傾向がある。体格の優れた生徒から、劣った生徒への暴力を伴ういじめも増える。これが原因で学校に不適応になってしまう人もいる。いじめによる自殺者も増える。

### 異なる小学校出身者同士の人間関係
中学生となり、異なった小学校出身の人間同士が同じ学年・同じ学級になり、新しく人間関係を結ぶため、今まで小学校で築いてきた友達関係が崩壊したり、新しい友達を作れなくなって学級や学年で孤立してしまう危険性がある。

### 勉強の負荷の増大
勉強の面では、中学校以降、科目数が増え、中間・期末考査が導入され、別々の教員から授業を受けるため、教員との関係や日々の勉強、試験対策などが小学校時代よりも大変になるため、不適応になる人間が出てくる。

## 対策
中学校の中では、中1ギャップが不安である小学生のために、小中連携の対策をとっている所がある。